# Stade Ferhani
Le Stade Ferhani précédemment connu sous le nom de Stade Marcel Cerdan est un stade de football et de rugby à XV situé dans la ville d'Alger, en Algérie, construit en 1950. Il est le stade résident de l'équipe d'Algérie de rugby à XV.
Le stade a une capacité de 3 800 places. Il est géré depuis 2013 par la Direction de la Jeunesse, des Sports et des Loisirs de la wilaya d'Alger (DJSL), après avoir été géré par l'APC de Bab El Oued.